# Джавадов Усейн Агабала-огли
Усейн Ага Бала огли Джавадов (азерб. Hüseyn Ağabala oğlu Cavadov; 30 грудня 1905, Баку — 13 грудня 1979, там же) — радянський азербайджанський державний і партійний діяч, Герой Соціалістичної Праці (1948), заслужений працівник МВС СРСР (1960), генерал-майор міліції.

## Біографія
Народився 30 грудня 1905 року в місті Баку Бакинської губернії (нині столиця Азербайджану).
Учасник Другої світової війни. Призваний на фронт Бакинським РВК у 1941 році, дослужився до звання майора. На фронті — інструктор політвідділу Південного фронту, начальник політвідділів 77-ї і 212-ї стрілецьких дивізій.
З 1928 року голова Ради депутатів трудящих Жовтневого району міста Баку, перший секретар Казахського, з 1937 року Ленкоранського райкому КП Азербайджану. Під управлінням Джавадова в Ленкорані побудовані рибоконсервний завод, Сутамурдобський міст, цегляна фабрика, чайна фабрика №1 і молокозавод, ряд двоповерхових житлових будинків і нові дороги.
Після демобілізації, з 1946 року перший секретар Казахського райкому КП. У 1947 році забезпечив своєю роботою перевиконання в середньому по району планового збору бавовни на 25,7 відсотків.
Указом Президії Верховної Ради СРСР від 10 березня 1948 року за отримання в 1947 році високих урожаїв бавовни Джавадову Усейну Ага Бала огли присвоєно звання Героя Соціалістичної Праці з врученням ордена Леніна і золотої медалі «Серп і Молот».
З 1948 року на різних посадах у Міністерстві внутрішніх справ Азербайджанської РСР. У 1967 році в званні комісара міліції 3-го рангу вийшов на пенсію.
Активно брав участь у громадському житті Азербайджану. Член КПРС з 1926 року. Депутат Верховної Ради Азербайджанської РСР 1-го, 2-го і 3-го скликань. Делегат XVII з'їзду КП Азербайджану, де обраний членом ЦК.
Помер 13 грудня 1979 року в Баку. Похований на Другій Алеї почесного поховання.